# SK Blāzma
SK Blāzma este un club de fotbal din Rēzekne, Letonia.Echipa susține meciurile de acasă pe Sporta Aģentūras Stadions cu o capacitate de 978 locuri.